# Hamas stadgar
Hamas stadgar är de stadgar som skrev vid grundandet 1988 och den reviderade versionen från 2017. Grundarstadgarna visar att Hamas är en del av Muslimska brödraskapet och innehåller många antisemitiska avsnitt med Konspirationsteorier.  

## Hamas stadgar 1988
Stadgarna anger huvuddragen i organisationens ståndpunkter. Stadgarna identifierar Hamas som Palestinas Muslimska brödraskap och uppger att medlemmarna är muslimer som "fruktar Gud och hissar Jihads fana framför ögonen på förtryckarna". Stadgarna manar till ett slutgiltigt skapande av en islamisk stat i Palestina, istället för Israel och de palestinska territorierna samt utplånandet och upphävandet av Israel.
Stadgarna anför: "vår kamp mot judarna är mycket viktig och mycket allvarlig", och innehåller hänvisningar till antisemitiska vandringssägner som påståendet att judarna, genom att slugt manipulera imperialistiska länder och med hemliga föreningar, låg bakom vitt skilda händelser och katastrofer så långt tillbaka i historien som den franska revolutionen. Bland stadgarnas kontroversiella påståenden finns följande: "Tiden är ej kommen innan muslimer bekämpar judarna [och dödar dem]; tills judarna gömmer sig bakom stenar och träd som vill skrika: Å muslim! Det gömmer sig en jude bakom mig, kom och döda honom!" För att rättfärdiga kampen mot och dödandet av israels judar citerar stadgarna också islamiska religiösa texter som framställer palestinakonflikten som en naturligt oförenlig strid mellan judar och muslimer och mellan judendom och islam, och att det enda sättet att verka i kampen mellan "sanning och falskhet" är genom islam och med jihad ända till seger eller martyrskap. Stadgarna tillägger att det att "inte kännas vid delar av Palestina innebär att avsäga sig delar av religionen" islam.
Khaled Meshaal, en av Hamas ledare, sade 2010 att stadgarna är "historia och inte längre relevanta, men de kan inte ändras av interna skäl." Hamas har distanserat sig från sina stadgar sedan de började verka politiskt. 2008 sade Ismail Haniyeh, en annan av Hamas ledare, att rörelsen kan acceptera en palestinsk stat baserad på 1967 års gränser, och han erbjöd en långvarig vapenvila med Israel. I kontrast till detta har dock en annan av Hamas ledare, Mahmoud al-Zahar, sagt att 1967 års gränser skulle vara "bara en fas" tills att palestinierna har återtagit hela landet.

## Hamas stadgar 2017
Det nya dokumentet  presenterades den 1 maj 2017 av Hamas politiske ledare Khaled Meshaal vid en presskonferens i Doha. De mest uppmärksammade punkterna i dokumentet var då att Hamas säger sig vara berett att temporärt acceptera en palestinsk stat inom 1967 års gränser, förklarar sig oberoende av det Muslimska brödraskapet, ändrar definitionen av sin fiende från ”judarna” till ”den sionistiska enheten” och accepterar även andra former av motstånd än den väpnade kampen .